# Norma Balean
Norma Balean [balj:n], född 27 oktober 1907 i London, död 30 november 1989 i Bergen, Norge, var en brittisk-norsk skådespelare. 

## Biografi
Hon debuterade 1928 som Mabel i Circusprinsessan på Den Nationale Scene i Bergen. Hon uppträdde ofta i lustspel och komedier, men spelade också seriösa roller, bland annat i Hamlet och Peer Gynt.
Hon var en mycket duktig sångare, och blev flitigt anlitad i operor och operetter, bland annat som Hanna Glavari i Den glada änkan (1951) och Annie Oakley i Annie Get Your Gun (1954). Den stora divarollen som Mrs. Sally Adams i Irving Berlins Call Me Madam (1954) befäste hennes roll som Bergens primadonna. I Carmen gjorde hon "Frasquita" och "Mercedes", i Eugen Onegin uppträdde hon som "Filipjevna", i Trubaduren som "Inez" och i La Traviata som "Flora".
Som 70-åring spelade hon 1977 in en skiva, "Så godt at man ikke er ung".